# بهاء الدين أبو شقة
المستشار بهاء الدين أبو شقة الرئيس السابق لحزب الوفد الجديد، وعضو مجلس الشوري السابق عن حزب الوفد، وعضو اللجنة التأسيسية 2012، عضو مجلس النواب ورئيس اللجنة التشريعية.